# Rue de la Hache (Strasbourg)
Pour les articles homonymes, voir Rue de la Hache.
La rue de la Hache (en alsacien : Axtgässel) est une voie de Strasbourg rattachée administrativement au quartier Centre, qui va du no 3 de la rue du Sanglier au no 8 de la rue du Dôme. C'est une zone piétonne.

## Toponymie

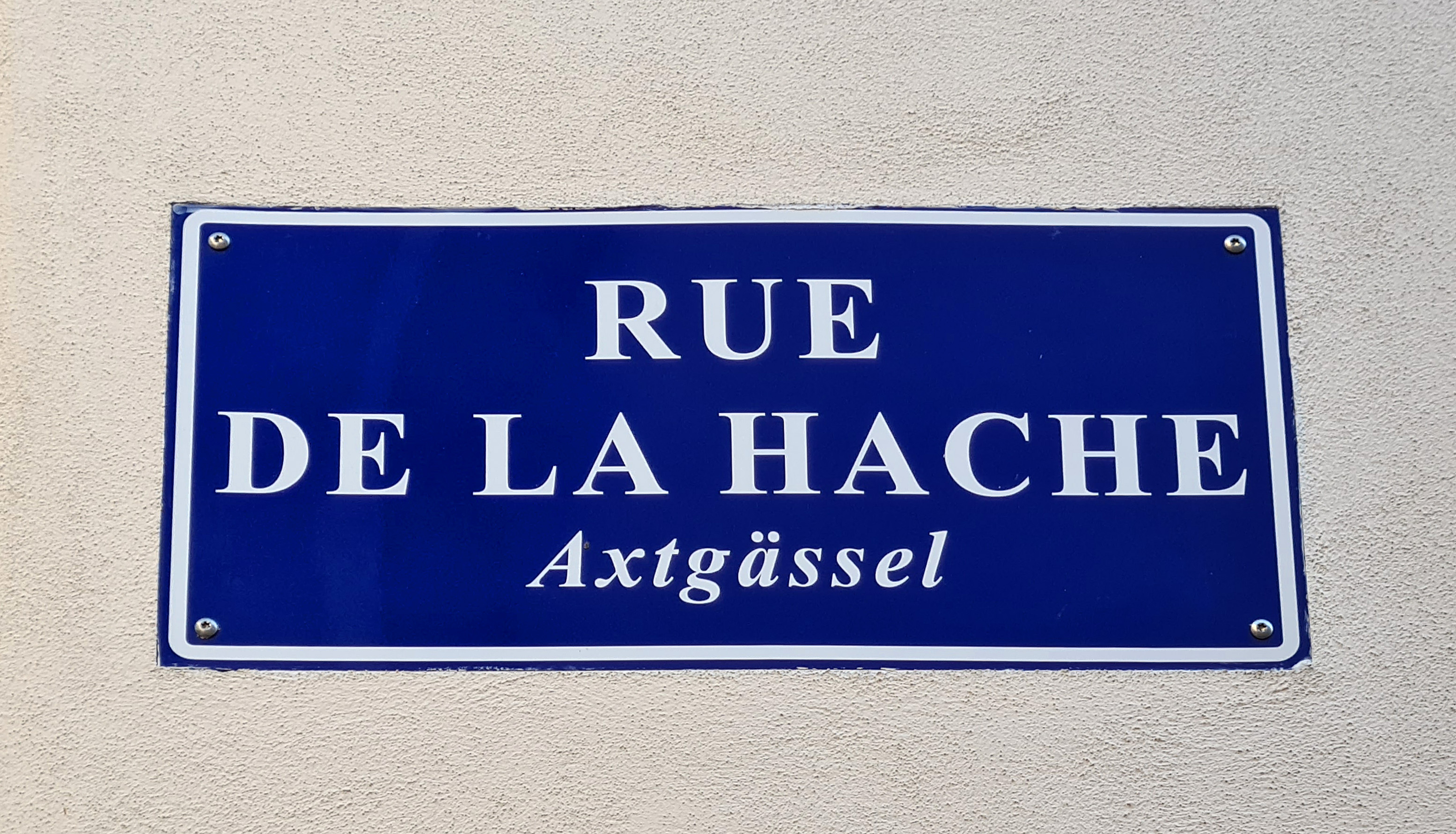
Plaque bilingue, en français et en alsacien.

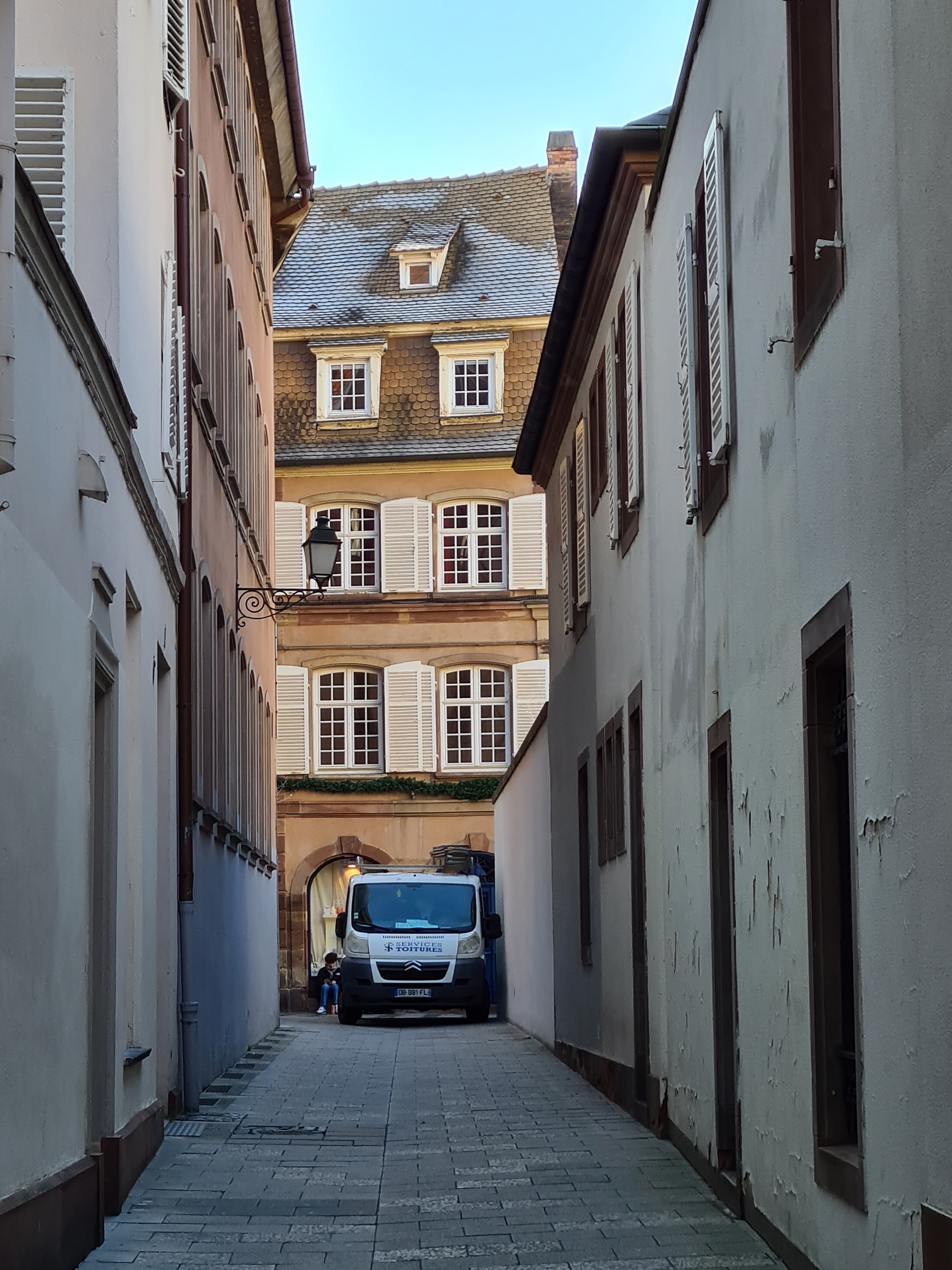
Perspective vers la rue du Sanglier.

La ruelle porte successivement les dénominations suivantes, en allemand ou en français : Thannriesgässlin (XIVe siècle), Dannrisgässel (1587),  Thannriesgässlin (1589), Thannriengässlein, ou Hoewengesselin (XVe siècle), Zwerchgesselin (1436) Oechsengässel (XVe siècle), Hexengässel (1580), Axengässel (1672) (par corruption de Hexen en Axen) Axt-Gässlein (1789), Bart-Gässlein (1765), rue de l'Essieu (1765) (confusion entre Axen et Achse), Issengass (XVIe siècle), Isenburgergässel (1686), rue des Sorcières (1786), ruelle du Peuplier (1794), rue de la Hache (1795, 1817, 1918), Axt-Gässlein (1817) Butzengässel (1856), Axtgässchen (1872, 1940), Axtgasse (1897), puis, à nouveau, rue de la Hache après 1945.
À partir de 1995, des plaques de rues bilingues, à la fois en français et en alsacien, sont mises en place par la municipalité lorsque les noms de rue traditionnels étaient encore en usage dans le parler strasbourgeois. La rue est ainsi sous-titrée Axtgässel.

## Histoire
Pendant presque tout le XVIIe siècle, la maison située à l'angle de la rue du Dôme est occupée par une dynastie de pâtissiers réputés, du nom de Koebelé.

Au cours de la deuxième moitié du XVIIIe siècle elle est habitée par Jean Striedbeck et son fils, qui ont signé de nombreuses estampes alsatiques.